# Eric Foner

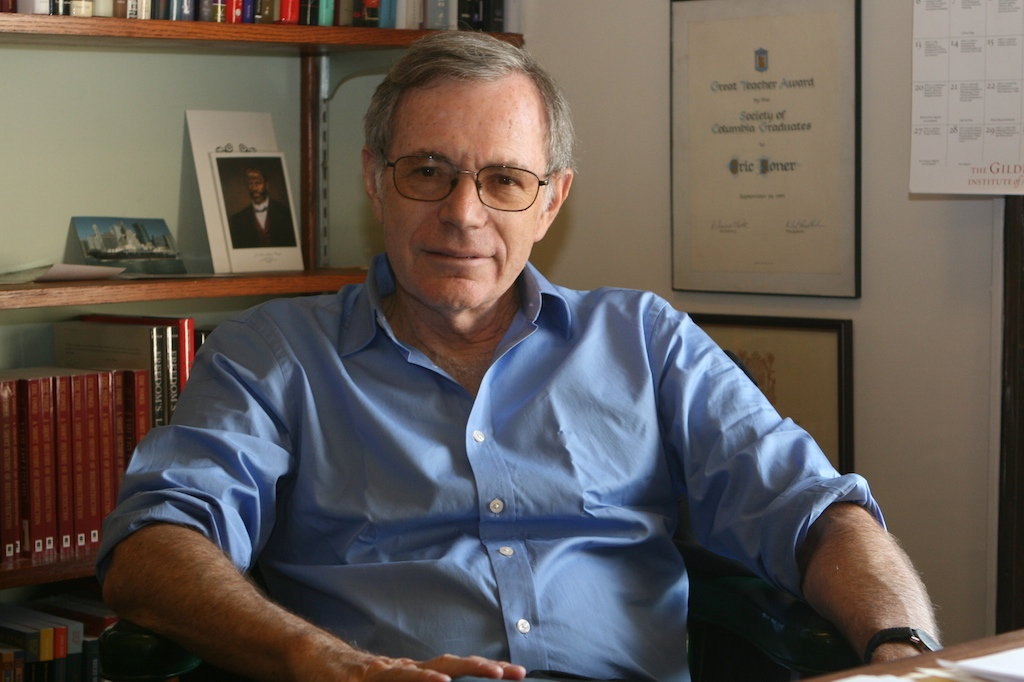
Eric Foner

Eric Foner (* 7. Februar 1943 in New York City) ist ein US-amerikanischer Historiker, bekannt für Arbeiten zur Reconstruction-Ära nach dem Amerikanischen Bürgerkrieg. Er ist DeWitt Clinton Professor an der Columbia University.

## Karriere und Werk
Foner studierte zunächst Physik an der Columbia University, wechselte dann zur Geschichte und erlangte in diesem Fach 1963 seinen Bachelor-Abschluss. Danach ging er ans Oriel College der University of Oxford, wo er 1965 einen weiteren B.A. machte. 1969 wurde er bei Richard Hofstadter an der Columbia University promoviert. 1973 wurde er Professor am City College of New York und 1982 an der Columbia University.
Er war Gastprofessor in Cambridge (Pitt Professor 1980), Oxford (Harmsworth Professor), Princeton (1976/77), an der Universität London (Queen Mary College) und an der Lomonossow-Universität. Er war Präsident der Organization of American Historians (1993/94) und der American Historical Association (2000). Er ist Fellow der American Academy of Arts and Sciences, der British Academy und der American Philosophical Society. Foner ist mehrfacher Ehrendoktor (Iona College, Queen Mary College (London), State University of New York). 
1989 erhielt er für sein Buch Reconstruction den Bancroft-Preis. 2000 war er Präsident der American Historical Association. Für sein Buch The Fiery Trial über die Einstellungen von Abraham Lincoln zur Sklaverei im Lauf seines Lebens erhielt er 2011 den Pulitzer-Preis, den Bancroft-Preis und den Lincoln-Preis. Für Gateway to Freedom: The Hidden History of the Underground Railroad erhielt Foner den American History Book Prize der New-York Historical Society.
Foners Werk ist der Geschichte der Freiheit und der Sklaverei in den Vereinigten Staaten im 19. Jahrhundert gewidmet.

### Familie
Foner ist mit der Tanz-Historikerin Lynn Garafola (Professor am Barnard College der Columbia University) verheiratet und hat ein Kind. In erster Ehe war er mit Naomi Foner Gyllenhaal verheiratet.
Die Familie Foner war aus Russland eingewandert.
Foners Vater war der Historiker Jack D. Foner (1910–1999), der wegen linker Sympathien (und weil er zu viel afroamerikanische Geschichte lehrte) mit 40 anderen beim City College of New York 1941 entlassen wurde (eine Folge des Rapp-Coudert-Komitees). Er war auf einer Schwarzen Liste und konnte erst 1969 am Colby College wieder eine Professur erlangen. Dazwischen verdiente er sich und seiner Familie seinen Lebensunterhalt als Entertainer und Schlagzeuger (er spielte mit Harry Belafonte und Paul Robeson). Zu seinen wissenschaftlichen Werken gehört Blacks and the Military in American History (1974).
Philip S. Foner (1910–1994) war der Zwillingsbruder von Jack und ebenso ein profilierter marxistischer Historiker der amerikanischen Arbeiterbewegung, dessen zehnbändige History of the Labor Movement in the United States zwischen 1947 und 1994 erschien und der den Abolitionisten Frederic Douglass der Vergessenheit entriss.

## Schriften
- Free Soil, Free Labor, Free Men. The Ideology of the Republican Party Before the Civil War. Oxford Univ. Press, Oxford u. a. 1970, ISBN 0-19-501352-2.
- als Herausgeber: America’s Black Past. A Reader in Afro-American History. Harper and Row, New York NY 1970.
- als Herausgeber: Nat Turner. Prentice-Hall, Englewood Cliffs NJ 1971, ISBN 0-13-933143-3.
- Tom Paine and Revolutionary America. Oxford University Press, New York NY u. a. 1976, ISBN 0-19-501986-5.
- Politics and Ideology in the Age of the Civil War. Oxford University Press, New York NY u. a. 1980, ISBN 0-19-502781-7.
- Nothing but Freedom. Emancipation and Its Legacy. Louisiana State University Press, Baton Rouge LA u. a. 1983, ISBN 0-8071-1118-X.
- Reconstruction. America’s Unfinished Revolution, 1863–1877. Harper and Row, New York NY u. a. 1988, ISBN 0-06-015851-4 (das Buch erhielt den Bancroft, Francis Parkman, Lionel Trilling, Avery O. Craven Preis und den Los Angeles Times Book Award; mehrere Ausgaben).
- als Herausgeber: The New American History. Temple University Press, Philadelphia PA 1990, ISBN 0-87722-698-9.
- mit Olivia Mahoney: A House Divided. America in the Age of Lincoln. Chicago Historical Society in association with W. W. Norton, New York NY u. a. 1990, ISBN 0-393-02755-4 (Ausstellung).
- als Herausgeber mit John A. Garraty: The Reader’s Companion to American History. Houghton-Mifflin, Boston MA 1991, ISBN 0-395-51372-3.
- The Tocsin of Freedom. The Black Leadership of Radical Reconstruction (= 31st Robert Fortenbaugh Memorial Lecture.). Gettysburg College, Gettysburg PA 1992.
- Freedom’s Lawmakers. A Directory of Black Officeholders During Reconstruction. Oxford University Press, New York NY u. a. 1993, ISBN 0-19-507406-8.
- Slavery and Freedom in Nineteenth-Century America. Clarendon Press, Oxford 1994, ISBN 0-19-952266-9.
- mit Olivia Mahoney: America’s Reconstruction. People and Politics After the Civil War. HarperPerennial, New York NY 1995, ISBN 0-06-055346-4 (Ausstellung Virginia Historical Society).
- The Story of American Freedom. W. W. Norton, New York NY u. a. 1998, ISBN 0-393-04665-6.
- Who Owns History ? Rethinking the Past in a Changing World. Hill and Wang, New York NY 2002, ISBN 0-8090-9704-4.
- Give Me Liberty! An American History. W. W. Norton, New York NY u. a. 2004, ISBN 0-393-97872-9.
  - zusammen mit der Dokumentensammlung: als Herausgeber: Voices of Freedom. A Documentary History. 2 Bände. W. W. Norton, New York NY u. a. 2005, ISBN 0-393-92503-X (Bd. 1), ISBN 0-393-92504-8 (Bd. 2).
- Forever Free. The Story of Emancipation and Reconstruction. Knopf, New York NY 2005, ISBN 0-375-40259-4.
- als Herausgeber: Our Lincoln. New Perspectives on Lincoln and his World. W. W. Norton, New York, NY u. a. 2008, ISBN 978-0-393-06756-9.
- The Fiery Trial. Abraham Lincoln and American Slavery. W. W. Norton, New York NY u. a. 2010, ISBN 978-0-393-06618-0.
- Gateway to Freedom. The Hidden History of the Underground Railroad. W. W. Norton, New York NY u. a. 2015, ISBN 978-0-393-24407-6.
- The Second Founding: How the Civil War and Reconstruction Remade the Constitution. W. W. Norton, New York 2019, ISBN 978-0-393-65257-4.